# Pierre Dornic
 (octobre 2023).
Pierre Dornic (1864–1933) est un ingénieur agronome français qui a joué un rôle considérable dans le mouvement coopératif laitier charentais - bien que Breton d’origine -, et a fait de Surgères, petite ville située dans le nord-ouest de la Charente-Maritime, un des principaux centres laitiers de la France à partir du début du XXe siècle.

## Un des initiateurs du mouvement coopératif laitier en France

### «Un homme de progrès»
Contemporain d'Eugène Biraud, où ce dernier est considéré à juste titre comme le « père de la coopération laitière », Pierre Dornic a suivi les traces de son illustre prédécesseur en jouant un rôle  de premier plan dans l’organisation de la toute nouvelle économie laitière de Surgères et de sa région. Aujourd'hui, il est reconnu comme étant « l'homme du progrès » par l’impulsion qu’il a su donner à la coopération laitière, à sa rationalisation et à l’innovation technique et sanitaire de la profession.
Pierre Dornic est né à Quemeneven dans le Finistère le 12 mai 1864, mais son parcours professionnel exceptionnel le contraint à quitter sa Bretagne natale pour devenir un « franc-comtois habitué des fruitières jurassiennes ».
Il sort premier de l’Institut national agronomique en 1889. Puis, après un concours, il est nommé directeur du laboratoire de l’École nationale d'industrie laitière de Mamirolle dans le Doubs en 1892. C’est dans cette école laitière qu’il entreprend ses recherches sur le lait et qu’il invente l’acidimètre qui porte son nom, le « degré Dornic ».
Cinq années plus tard, une nouvelle étape dans sa carrière professionnelle s’ouvre à lui. Il est nommé inspecteur des laiteries coopératives de l’Ouest en étant muté dans les Charentes et dans le Poitou, régions alors en pleine mutation agricole et dont le développement laitier lui devra beaucoup par la suite.

### Le fondateur de l'ENIL de Surgères
Lors de son installation à Surgères en 1897, Pierre Dornic va donner une impulsion nouvelle au mouvement coopératif laitier et faire de cette ville de l'Aunis, qui n’était alors qu’un gros bourg agricole au tournant du XXe siècle, la « capitale de l'industrie laitière de Poitou-Charentes ».
Par ses compétences et son autorité professionnelles largement reconnues, il obtient la création en 1902 de la Station d’industrie laitière à Surgères, qui devient en 1906, l’École professionnelle de laiterie ; cette dernière deviendra l'année suivante l'École nationale d'industrie laitière qui sera connue sous le sigle de l’ÉNIL. Le but de cette école est de former des spécialistes de l'industrie laitière dans la France entière ; ces derniers sont alors formés lors des travaux pratiques dans la laiterie de Surgères créée en 1889. Il en est le premier président et, ce, jusqu’en 1930.
Fort de ses qualités professionnelles, il devient également de 1906 à 1930 le premier directeur de l'Association centrale des laiteries coopératives des Charentes et du Poitou. Durant sa mandature, il a su insuffler l'essor et la prospérité à cet organisme de producteurs laitiers – connu aussi sous le sigle de ACL –  créé en 1893 à Surgères. Ce dynamique groupement de coopérateurs laitiers qui est d'ailleurs « le siège de la plus importante union laitière »  avait été fondé « pour défendre les intérêts et diffuser les connaissances techniques ».
C’est aussi grâce à lui qu'est fondée à Surgères la première caséinerie de France en 1904. Il y a joué un rôle clé dans la transformation de cette matière première tirée du petit lait par ses nombreux travaux de recherches en améliorant « une invention allemande, vulgarisée en Charente-Maritime, par un ingénieur tchèque, Kirchener ». Surgères devint dès lors un actif centre de production d’ « une caséine de grande qualité destinée à fabriquer des matières plastiques ».

### Distinctions
Pierre Dornic fut un spécialiste émérite, de renommée nationale, dans le domaine de ses nombreuses recherches sur la caséine et de ses applications industrielles. Nommé officier de la Légion d’honneur en 1929, il fut également correspondant de l’académie de l’Agriculture. En 1932, il publia un ouvrage sur les résultats de ses nombreuses recherches sur le lait à l'attention de ses étudiants intitulé « Le contrôle pratique et industriel du lait ».
Pierre Dornic, au même titre que son illustre prédécesseur Eugène Biraud, eut les honneurs de la municipalité de Surgères à titre posthume.
Il décéda à Surgères le 18 août 1933. La ville lui a dédié le nom d’une rue qui débouche sur l’avenue François Mitterrand, presque en face de la laiterie et de ses installations industrielles.
Par le biais d’un don de l’Union des Caséineries Coopératives, un buste a été  réalisé à son effigie par le sculpteur Pierre-Marie Poisson et érigé à l’angle des rues de la Gare et Eugène Biraud sur une petite place triangulaire ; la statue a été inaugurée le 27 octobre 1935 en présence du ministre de l’Agriculture.

## Pour approfondir

### Livres (par ordre alphabétique des auteurs)
- Agnès Claverie, La vie d'autrefois en Charente-Maritime, éditions Sud-ouest, Luçon, 1999, (en p. 46).
- Jean-Luc Flohic (ouvrage collectif sous la direction de), Patrimoine des communes de la Charente-Maritime, éditions Flohic, 2002, tome II, (en p. 1093).
- François Julien-Labruyère, Paysans charentais, éditions Rupella, La Rochelle, 1982, tome I : « Économie rurale », (en p. 428 et p. 429).  (ISBN 2864740060)
- Surgères (Ouvrage collectif sous l'égide de la municipalité de Surgères avec le concours de Jacques Duguet), Office de Tourisme de Surgères Éditeur, 1993, (en p. 90-91 et en p. 108).
- Guillaume DEFONTAINE, Thèse Maitrise d'Histoire FLASH La Rochelle : Naissance et développement de l'industrie laitière à Surgères 1888 - 1914. Disponible faculté de La Rochelle ou chez l'auteur.

Dans la presse locale
- Article de l’hebdomadaire local L’Hebdo de Charente-Maritime intitulé « Les fondateurs de l’empire du lait » par Bernard Maingot, en date du 30 novembre 2006.